# David Silver
David Silver FRS (nacido en 1976) dirige el grupo de investigación de aprendizaje por refuerzo en DeepMind y fue investigador principal de AlphaGo, AlphaZero y codirector de AlphaStar.
Se graduó en la Universidad de Cambridge en 1997 con el premio Addison-Wesley, y allí se hizo amigo de Demis Hassabis. Posteriormente, Silver cofundó la empresa de videojuegos Elixir Studios, donde fue director de tecnología y programador principal, y recibió varios premios por su tecnología e innovación.
Silver volvió al mundo académico en 2004 en la Universidad de Alberta para estudiar un doctorado sobre el aprendizaje por refuerzo, donde cointrodujo los algoritmos utilizados en los primeros programas de Go 9×9 de nivel maestro. Su versión del programa MoGo (en coautoría con Sylvain Gelly) era uno de los programas de Go más potentes a partir de 2009.
Silver recibió una beca de investigación de la Royal Society en 2011, y posteriormente se convirtió en profesor del University College London, donde ahora es catedrático. Sus conferencias sobre el aprendizaje por refuerzo están disponibles en YouTube. Silver fue consultor de DeepMind desde su creación y se incorporó a tiempo completo en 2013.
Su trabajo reciente se ha centrado en combinar el aprendizaje por refuerzo con el aprendizaje profundo, incluido un programa que aprende a jugar a los juegos de Atari directamente desde los píxeles. Silver dirigió el proyecto AlphaGo, que culminó con el primer programa que derrotó a un jugador profesional de alto nivel en el juego de Go a tamaño real. Posteriormente, AlphaGo recibió una certificación profesional 9 Dan honorífica y ganó el premio Cannes Lion a la innovación. A continuación, dirigió el desarrollo de AlphaZero, que utilizó la misma IA para aprender a jugar al Go desde cero (aprendiendo solo jugando a sí mismo y no a partir de partidas humanas) antes de aprender a jugar al ajedrez y al shogi de la misma manera, hasta niveles superiores a los de cualquier otro programa informático.
Silver es uno de los miembros del personal de DeepMind que más ha publicado, con más de 67.000 citas y un índice h de 66.
Ha sido galardonado con el Premio ACM de Informática 2019 por sus avances en el juego por ordenador.
En 2021, Silver fue elegido miembro de la Royal Society por sus contribuciones a Deep Q-Networks y AlphaGo.